# La Fille sur la balançoire
Pour plus de détails, voir Fiche technique et Distribution.

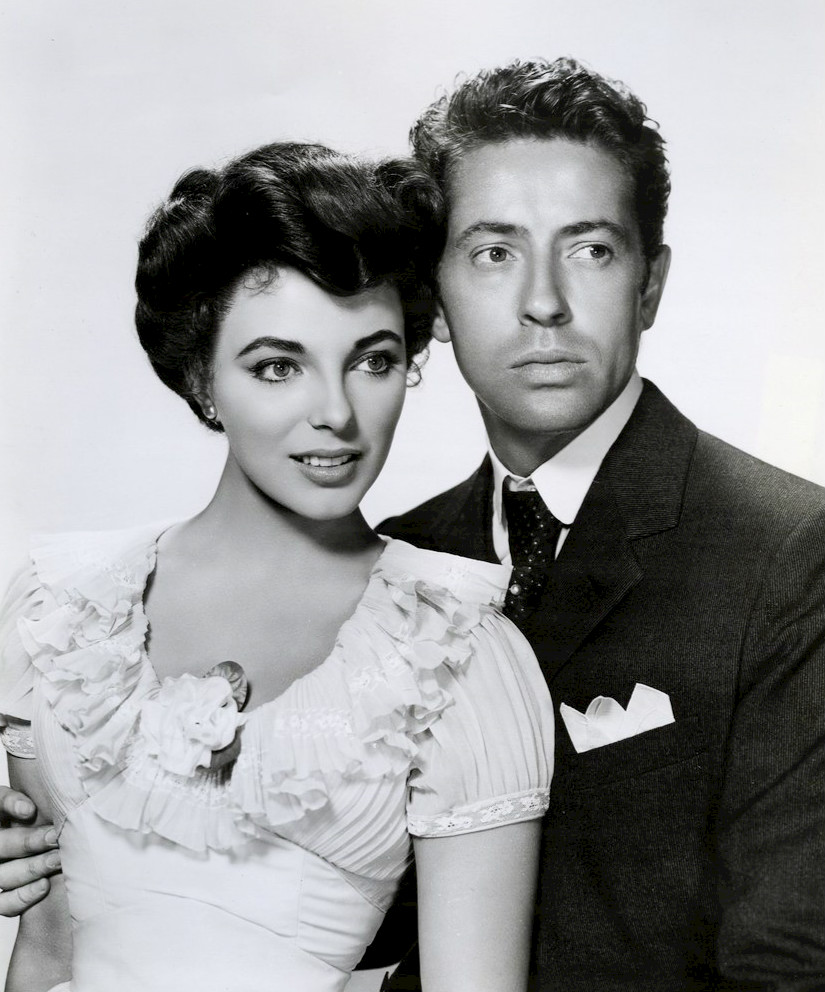
Joan Collins et Farley Granger

La Fille sur la balançoire (The Girl in the Red Velvet Swing) est un film américain réalisé par Richard Fleischer et sorti en 1955.

## Synopsis
Stanford White, célèbre architecte new-yorkais, âgé de 47 ans, remarque dans une troupe de danseuses Evelyn Nesbit, qui n'a que 16 ans. La jeune fille est également convoitée par un riche oisif, Harry K. Thaw. Quatre ans plus tard, celui-ci l'épouse. Mais, sa jalousie s'exacerbe à l'encontre de White. Un soir, dans un cabaret fréquenté par la haute société, il abat l'architecte de trois coups de revolver. Lors du procès, Evelyn cédera aux pressions de sa belle mère et fera un faux témoignage pour sauver la tête de son mari.

## Fiche technique
- Titre : La Fille sur la balançoire
- Titre original : The Girl in the Red Velvet Swing
- Réalisation : Richard Fleischer
- Scénario : Walter Reisch, Charles Brackett
- Chef-opérateur : Milton R. Krasner
- Musique : Leigh Harline
- Montage : William Mace
- Costumes : Charles Le Maire
- Décors : Stuart A. Reiss, Walter M. Scott
- Direction artistique : Maurice Ransford, Lyle R. Wheeler
- Production : Charles Brackett pour 20th Century Fox
- Durée : 109 minutes
- Date de sortie :
  - États-Unis : 1er octobre 1955

## Distribution
- Ray Milland : Stanford White
- Joan Collins : Evelyn Nesbit
- Farley Granger : Harry Kendall Thaw
- Luther Adler : Delphin Delmas
- Cornelia Otis Skinner : Mrs Thaw
- Glenda Farrell : Mrs Nesbit
- Frances Fuller : Mrs Elizabeth White
- Phillip Reed : Robert Collier
- Gale Robbins : Gwen Arden
- James Lorimer : McCaleb
- John Hoyt : William Travers Jerome
- Robert F. Simon : Stage manager
- Harvey Stephens : Dr. Hollingshead
- Emile Meyer : Greenbacher
- Robert Adler
- Henry Kulky
- Ruta Lee
- Ivan Triesault
- Kay Hammond :

## Autour du film
- Le scénario est tiré du scandale que provoqua, dans l'Amérique des premières années du XXe siècle, l'assassinat de l'architecte Stanford White par Harry Kendall Thaw,qui était le mari millionnaire et jaloux d'Evelyn Nesbit, une actrice et modèle que White avait séduite alors qu'elle avait 16 ans